# Daitia

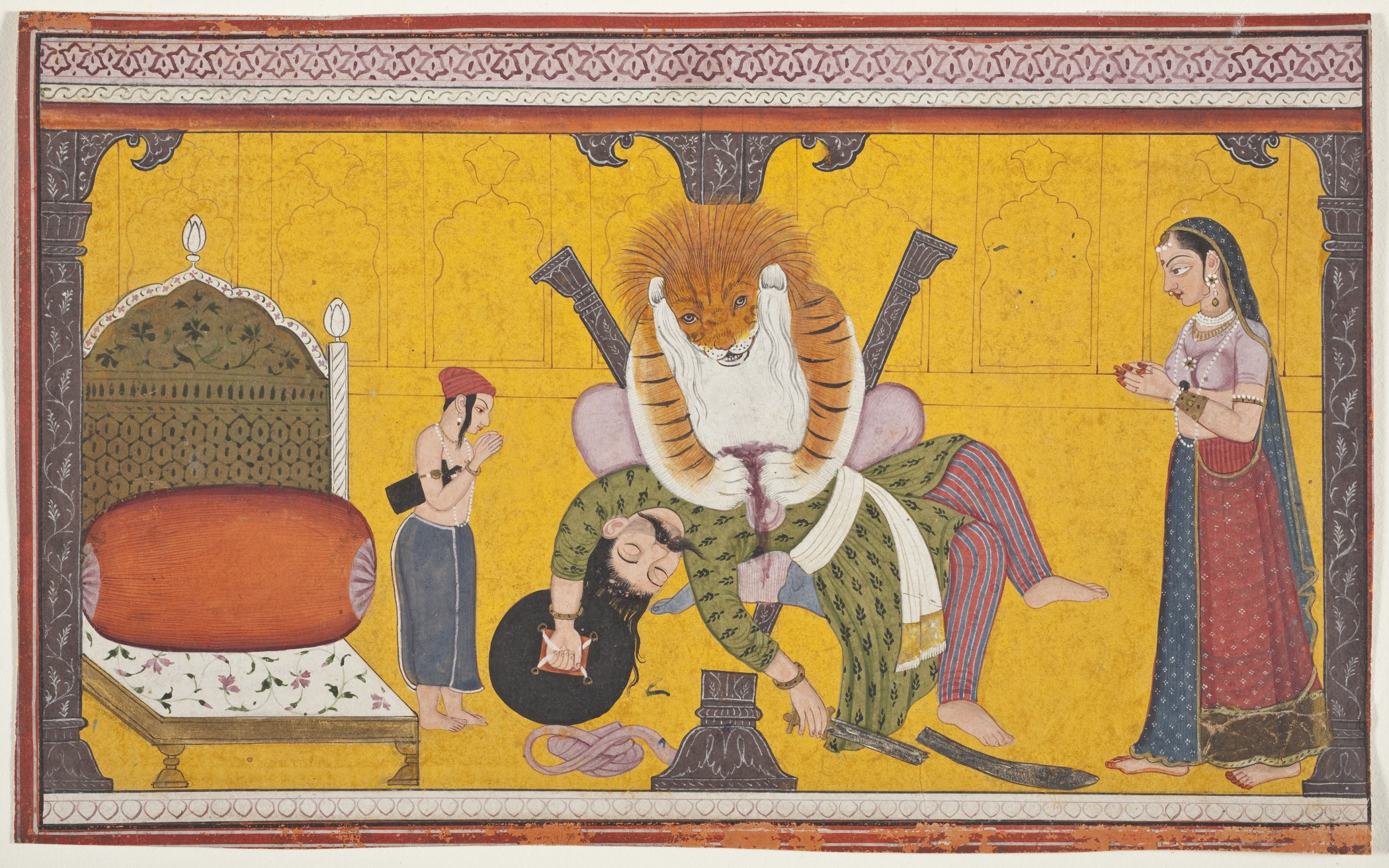
Narasinja vacía los intestinos de Jirania Kashipú, mientras Prajlada y su madre se inclinan ante él; folio de un Bhagavata puraná, acuarela y oro sobre papel, 121 × 235 mm), en Nurpur (Himachal Pradesh).

En la mitología hinduista, los daitias son un clan de asuras, al igual que los danavas.
- दैत्य, en escritura devánagari del sánscrito.
- daitya, en el sistema AITS (alfabeto internacional de transliteración sánscrita).
- Etimología: el patronímico daitia significa ‘hijos de Diti’ (con el sabio Kashiapa).

Eran una raza de gigantes que lucharon contra sus medio hermanos devas, ya que estaban celosos de ellos.
Se describe que las mujeres daitias usaban joyas del tamaño de cantos rodados.

## Historia de la leyenda
En el Rig-veda (el texto más antiguo de la India, de mediados del II milenio a. C.) no se menciona a los daitias. Se menciona a Diti (que más tarde será convertida en la madre de todos los daitias), pero es un mero personaje apenas nombrado, contrapuesto a la antiquísima diosa indoirania Áditi.
Recién en el Majábharata (texto épico-religioso del siglo III a. C.) se mencionan historias de los daitias, su relación con otras razas humanas y no humanas, y Diti es convertida en una diosa importante, madre de todos los daitias y de los maruts.

## Lista de algunos daitias conocidos
- Jirania Kashipú: rey daitia, hijo de la diosa Diti y el sabio Kashiapa, matado por Visnú como su avatar Narasinja.
- Jirania Akshá: hermano menor de Jirania Kashipú, matado por Visnú como Varaja.
- Joliká: hermana de Jirania Kashipú.
- Prajlada: rey piadoso, hijo del demonio Jirania Kashipú.
- Viróchana: hijo del piadoso Prahlada y padre del piadoso Balí.
- Viktare o Devamba: madre de Balí.
- Balí: hijo de Viróchana y Viktare, que fue enviado al infierno por el avatara Vamaná.
- Bana Asura: hijo de Balí, que casi fue matado por el dios Krisná.

## Según lateosofía
A partir de los daitias del hinduismo, Madame Helena Blavatsky (1831-1891) creó la leyenda de la isla continente Daitya, que habría existido durante la era de la Atlántida, y que desapareció hace unos 270 000 años. Estaba habitada por seres humanos gigantes.